# تیری لابورد

تیری لابورد (فرانسوی: Thierry Laborde‎) سرآشپز فرانسوی شاغل در لندن است. او پس از تحصیل در بیاریتز و به سبب علاقه‌اش به آشپزی از دوران نوجوانی به این هنر روی آورد و زیر نظر چندین سرآشپز نامدار کارآموزی کرد؛ از جمله با آلن دوکاس در رستوران سه‌ستاره‌اش لویی پانزدهم در مونت‌کارلو. او در سن ۲۷ سالگی سرآشپز ارشد رستوران گاوروش شد. او در سال ۲۰۰۴ ستاره میشلن خود را دریافت کرد و پس از آن سرآشپز کلکسیون والاس شد.